# Perrine (cráter)

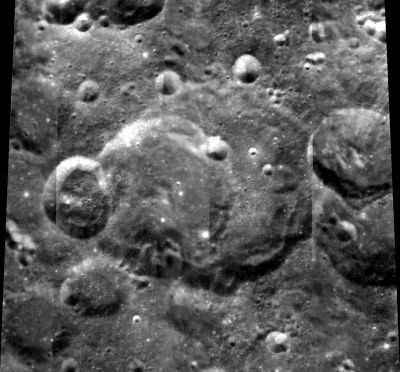
Fotografía de la misión Clementine (1994)

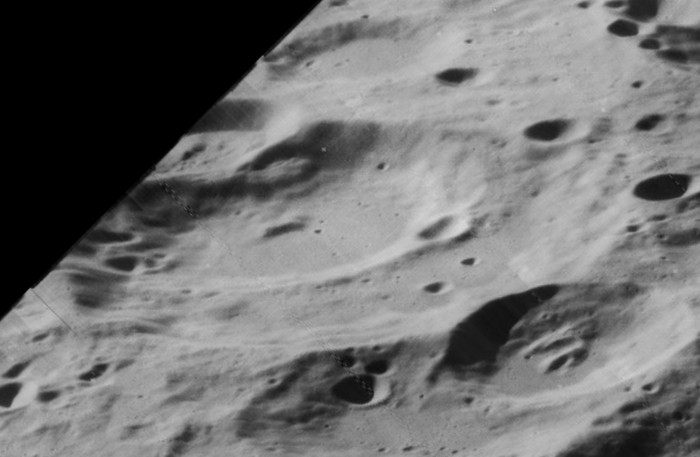
Imagen oblicua de la misión Lunar Orbiter 5, mirando al oeste

Perrine es un cráter de impacto que se encuentra en el hemisferio norte de la cara oculta de la Luna, al oeste de la gran planicie amurallada del cráter Landau, y al noreste del cráter Charlier. Al norte-noroeste aparece el cráter Gullstrand, algo más pequeño.
|  |

Es una formación inusual, integrada en una cadena de cráteres conectados entre sí. Los dos tercios occidentales de Perrine están cubiertos por Perrine S, ligeramente más pequeño, de modo que Perrine tiene forma de media luna. El borde occidental de Perrine S está cubierto por el aún más pequeño Perrine T. Perrine S tiene un borde exterior desgastado, y un pequeño pico central en el centro de su plataforma interior.
El borde restante de Perrine aparece desgastado y erosionado, con el par de cráteres satélite superpuestos Perrine E y Perrine G que invaden ligeramente el sector este del brocal. Un cráter más pequeño interrumpe el extremo suroeste del borde exterior, y otro par de pequeños cráteres están unidos al borde norte.
Solo permanece una reducida porción del suelo interior de Perrine, formando una superficie en forma de media luna entre las rampas exteriores de Perrine S y la pared interior del propio Perrine. Está marcado por un par de pequeños cráteres en su mitad norte.

## Cráteres satélite
Por convención estos elementos son identificados en los mapas lunares poniendo la letra en el lado del punto medio del cráter que está más cercano a Perrine.
|         | \| Perrine \| Coordenadas \| Diámetro \| \| ------- \| ------------------------------- \| -------- \| \| E \| 42°48′N 124°54′O / 42.8, -124.9 \| 40 km \| \| G \| 42°06′N 124°36′O / 42.1, -124.6 \| 58 km \| \| L \| 39°12′N 127°12′O / 39.2, -127.2 \| 37 km \| \| S \| 42°30′N 128°36′O / 42.5, -128.6 \| 63 km \| \| T \| 42°24′N 130°12′O / 42.4, -130.2 \| 34 km \| |          |
| Perrine | Coordenadas | Diámetro |
| E       | 42°48′N 124°54′O / 42.8, -124.9 | 40 km    |
| G       | 42°06′N 124°36′O / 42.1, -124.6 | 58 km    |
| L       | 39°12′N 127°12′O / 39.2, -127.2 | 37 km    |
| S       | 42°30′N 128°36′O / 42.5, -128.6 | 63 km    |
| T       | 42°24′N 130°12′O / 42.4, -130.2 | 34 km    |